# Weisen
Weisen – gmina w Niemczech w kraju związkowym Brandenburgia, w powiecie Prignitz, wchodzi w skład urzędu Bad Wilsnack/Weisen.